# Grab II (Byblos)

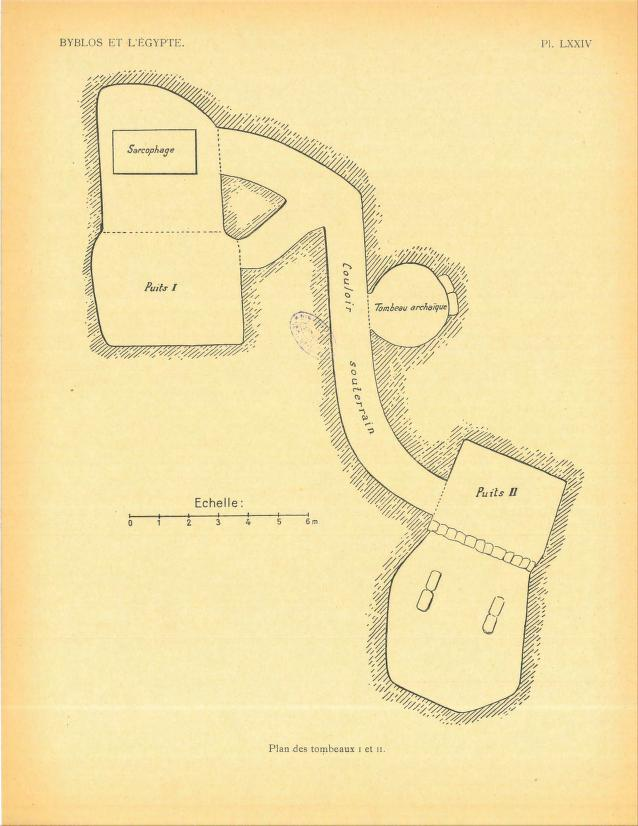
Grundriss von Grab I und II

Grab II befindet sich in der sogenannten Königsnekropole von Byblos. Es datiert um 1800 bis 1700 v. Chr. und fand sich im Oktober 1923 unberaubt. 

## Befund
Als Besitzer kann der Bürgermeister Ipschemuabi identifiziert werden, dessen Name auf zwei Objekten im Grab erscheint. Grab II ist durch einen Gang mit Grab I verbunden. Das letztere Grab fand sich ebenfalls unberaubt. Das Grab II kann über einem Schacht erreicht werden, an dessen Boden sich die Grabkammer befindet, deren Eingang noch vermauert vorgefunden wurde.
Die Grabkammer enthielt wahrscheinlich einst einen Holzsarg, von dem sich aber keine Reste mehr fanden. Daneben kamen zahlreiche andere Objekte zutage. Eine kleine Obsidiantruhe trägt den Namen des ägyptischen Königs Amenemhet IV., was Anlass zur Vermutung gab, dass das Grab unter diesen Herrscher datiert. Eine Steinvase trägt nur den Königsnamen Amenemhat. Weitere Objekte sind ein Silberspiegel, ein Pektoral und eine goldene Muschel mit Einlegearbeiten, die den Namen Ipschemuabi trägt. Es fanden sich zahlreiche Faienceperlen sowie solche aus Karneol. Ein goldenes Pektoral ist mit zwei Falken dekoriert, weitere Schmuckfunde sind goldene Armbänder und ein bronzener Uräus. Es fanden sich auch Fragmente von Silbersandalen. Ein Sichelschwert aus Bronze und Gold trägt eine Inschrift, die Ipschemuabi und seinen Vater Abischemu nennt. Es fanden sich zudem Fingerringe mit Skarabäen. Bei bronzenen Dreizacken aus dem Grab handelt es sich vielleicht auch um Waffen. Es kamen verschiedene Gefäße aus Silber und Bronze zutage. Neben diesen Luxusobjekten fand sich auch Keramik im Grab.
Die Objekte aus dem Grab befinden sich heute im Nationalmuseum Beirut.

## Datierung
Wegen des ägyptischen Königsnamens auf Objekten im Grab wurden das Grab und Ipschemuabi bisher an das Ende der ägyptischen 12. Dynastie datiert. Eine neuere Auswertung der Grabbeigaben legt aber eher nahe, dass das Grab etwa 100 Jahre später anzusetzen ist.
Auf zwei Objekten im Grab erscheint der Bürgermeister von Byblos Ipschemuabi, sodass der Grabinhaber als gesichert gilt. Alle Inschriften im Grab sind in ägyptischen Hieroglyphen geschrieben, wobei der Titel des lokalen Herrschers mit dem ägyptischen Wort für Bürgermeister ḥ3.tj-ˁ übersetzt wurde.